# Pillantásod nélkül
A Pillantásod nélkül - Esmeralda története (spanyolul: Sin tu mirada) egy mexikói telenovella, amit a Televisa készített 2017 és 2018 között. A telenovella producere Ignacio Sada Madero volt. A telenovella az 1997-es Esmeralda remake-je.
A főszerepekben Claudia Martín és Osvaldo de León voltak, a gonosz szerepekben Eduardo Santamarina, Luz Elena González, Candela Márquez és Carlos de la Mota voltak.

## Történet
Egy viharos éjszakán megszületik az Ocaranza családban Marina, akiről először azt hiszik, halva született. A babát Damiana (Cecilia Toussiant), a falu bábája viszi magával el, aki a lány születése előtt egy másik szülésnél segített világra hozni egy kisfiút, ám az ő édesanyja meghalt. Don Luis (Eduardo Santamarina), amióta összeházasodott Prudenciaval (Claudia Ramírez), azért él, hogy fiú gyermeke szülessen, hogy legyen, aki az előkelő Ocaranza nevet tovább vigye. Mivel Prudenica többé nem tud teherbe esni, arra kényszeríti Angustias dadust (Ana Martín), hogy kérje Damiana áldását, illetve az árván maradt kisfiút adja oda neki, hogy saját fiaként tüntesse fel Don Luis előtt. A fiút Luis Albertónak nevezik el, akire Don Luis nagyon büszke lett, a későbbiekben külföldre utazott orvosi tanulmányai miatt.
Marina (Claudia Martín) csodával határos módon életben maradt és szeretetben nő fel Damianával, akiről kiderül, hogy vak. Kedves, szelíd és aki csak ismeri a lányt, mind szereti.
Húsz év elteltével az Ocaranza család visszaköltözik a birtokra. Prudencia megkéri a dadust, hogy keresse meg a lánya sírját. Angustias megtalálja Damianát, aki nem hajlandó bevallani az igazságot. Hiszen amikor el akarta mondani annak idején az igazságot, akkor Ocaranzáék már elhagyták a birtokot és nem Damiana már nem akarta átadni Marinát. Marina és Luis Alberto (Osvaldo de León) nemsokára találkozik, Alberto egyből beleszeret, ám Marina nem enged neki, addig míg egy napon újra nem találkoznak.

## Szereposztás
- Claudia Martín - Marina Ríos Zepahua / Marina Ocaranza Arzuaga[1][2] - Czető Zsanett
- Osvaldo de León - Luis Alberto Ocaranza Arzuaga / Luis Alberto González Hernández[3][4] - Szatory Dávid
- Ana Martín - Angustias Gálvez - Menszátor Magdolna
- Claudia Ramírez - Prudencia Arzuaga de Ocaranza[5] - Orosz Anna
- Eduardo Santamarina - Luis Alberto Ocaranza - Törköly Levente
- Luz Elena González - Susana Balmaceda Vda. de Villoslada[6] - Mérai Katalin
- Carlos de la Mota - Isauro Sotero Coronel / Aarón Cervero[7] - Posta Viktor
- Cecilia Toussaint - Damiana Ríos Zepahua[8] - Andresz Kati
- Luis Bayardo - Toribio Guzmán[9] - Galkó Balázs
- Scarlet Gruber - Vanessa Villoslada Balmaceda[10][11] - Bogdányi Titanilla
- Emmanuel Orenday - Paulino Prieto Torres[12] - Ágoston Péter
- Juan Martín Jáuregui - Dr. Ricardo Bazán[13]
- Candela Márquez - Lucrecia Zamudio
- Ignacio Guadalupe - Baldomero Quezada - Gubányi György
- Sergio Reynoso - Margarito Prieto[14] - Németh Gábor
- Humberto Elizondo - Dr. Horacio Zamudio Faragó András (színművész)
- Olivia Bucio - Encarnación Escárcega vda. de Bazán - Menszátor Magdolna
- Pablo Bracho - Zacarías Barrientos - Szakács Tibor
- Alejandra Jurado - Ramona López - Rátonyi Hajni
- Ilse Ikeda - Yolanda Prieto Torres - Szentesi Dóra
- Gina Pedret - Hilda Pérez
- María Fernanda García - Soledad "Doña Chole"
- Erik Díaz - Edson Olivares Pérez
- Samantha Siqueiros - Ana "Anita"
- Edgar Iván Delgado - Erasmo
- Paulina de Labra - Hortensia
- Francisco Avendaño - Fernando Muñoz de Baena
- Óscar Medellín - Erick Adalberto Antonio Muñoz de Baena González-Montesinos
- Manuel Ojeda - Zamora parancsnok
- José Manuel Figueroa - Önmaga
- Kelchie Arizmendi - Ximena Roel
- Mauricio García-Muela - Julio
- Fernando Robles - Nicanor
- Silvia Lomelí - Rita
- Roberto Blandón - Dr. Quijano
- Benjamín Islas - Perito forense
- Ricardo Vera - Óscar Hurtado
- Rafael del Villar - Bíró
- Mundo Siller - Waldo Morgan
- Catalina López - Eulalia Hernández Ortega - Nádorfi Krisztina
- Pilar Padilla - Angustias Gálvez (fiatal)
- Christopher Aguilasocho - Luis Alberto Ocaranza (fiatal)
- Adriana Llabres - Damiana Ríos Zepahua (fiatal)
- Irantzu Herrero - Prudencia Arzuaga de Ocaranza (fiatal)
- Frank Medellín - Margarito Prieto (fiatal)
- Isela Vega - Dominga Zepahua - Pálos Zsuzsa
- Rebeca Manríquez - Jueza
- Jorge Pondal
- Hugo Macías Macotela
- Susana Jiménez
- Jorge de Marín - Lic. Márquez
- Ricardo Barona
- Arturo Muñoz
- Jaime Lozano
- Harding Junior
- Pepe Olivares
- Álvaro Sagone

## Érdekességek
- Eduardo Santamarina és Ana Martín korábban együtt szerepelt a Rubi, az elbűvölő szörnyetegben.

## Díjak és jelölések

### TvyNovelas-díj2018
| Kategória                      | Jelölt              | Eredmény  |
| ------------------------------ | ------------------- | --------- |
| Legjobb férfi gonosz           | Eduardo Santamarina | Jelöltség |
| Legjobb női főmellékszereplő   | Claudia Ramírez     | Jelöltség |
| Legjobb férfi főmellékszereplő | Carlos de la Mota   | Jelöltség |
| Legjobb fiatal színésznő       | Scarlet Gruber      | Jelöltség |
| Legjobb fiatal színész         | Emmanuel Orenday    | Jelöltség |
| Legjobb női mellékszereplő     | Cecilia Toussaint   | Jelöltség |
| Legjobb férfi mellékszereplő   | Sergio Reynoso      | Jelöltség |

## Korábbi változatok
- 1970-es venezuelai változat Esmeralda néven, amit a Venevision készített. Főszereplők Lupita Ferrer és José Bardina voltak
- 1985-ös venezuelai változat Topacio néven, amit az RCTV készített. Főszereplők Grecia Colmenares és Víctor Cámara voltak.
- 1997-es mexikói változat Esmeralda néven, amit a Televisa készített szintén. Főszereplők Leticia Calderón és Fernando Colunga voltak.